# ソウX
『ソウ X』（ソウ・エックス、原題：Saw X）は、2023年制作のアメリカ合衆国のホラー映画。"X"の名の通り、『ソウシリーズ』の第10作目。時系列的には『ソウ』と『ソウ2』の間になる。

## あらすじ
末期がんで余命わずかと宣告された猟奇殺人鬼ジグソウことジョン・クレイマーは、藁にもすがる思いで危険な実験的治療を受けるべく、メキシコに向かう。
だが、実はその治療が卑劣な詐欺だと知った彼は復讐のため、自分を騙した詐欺師やインチキ治療に加担する医師たちに死のゲームを仕掛けていく。

## キャスト
ジグソウ/ジョン・クレイマー
演 - トビン・ベル、日本語吹替 - 土師孝也
末期の脳腫瘍がんで余命わずかと宣告された猟奇殺人鬼。メキシコへある危険な実験的治療を受けに行くがその治療は詐欺だったと知り、自分を騙した者達に復讐すべく死のゲームを仕掛ける。
アマンダ・ヤング
演 - ショウニー・スミス、日本語吹替 - 幸田夏穂
セシリア・ペダーソン
演 - シヌーヴ・マコディ・ルンド、日本語吹替 - 木下紗華
パーカー・シアーズ
演 - スティーヴン・ブランド、日本語吹替 - 清水健佑
ガブリエラ
演 - レナータ・バカ
マテオ
演 - オクタビオ・イノホサ
ヴァレンティーナ
演 - ポーレット・エルナンデス、日本語吹替 - 馬場蘭子
マーク・ホフマン
演 - コスタス・マンディロア
ヘンリー・ケスラー
演 - マイケル・ビーチ
ディエゴ
演 - ジョシュア・オカモト